# خواكين إيبارا
خواكين إيبارا (بالإسبانية: Joaquín Ibarra)‏ هو محرر إسباني، ولد في 20 يوليو 1726 في سرقسطة في إسبانيا، وتوفي في 13 سبتمبر 1785 في مدريد في إسبانيا.